# Repórter Eco
Repórter Eco é um programa jornalístico semanal brasileiro, produzido e exibido pela TV Cultura. O programa é exibido aos domingos, às 18h, com reprise às 22h de sexta-feira. Estreou em 10 de fevereiro de 1992.

## História
O Repórter Eco foi o primeiro programa televisivo brasileiro exibido especialmente para temas relacionados ao meio ambiente. O televisivo surgiu como um jornal diário, exibido em horário nobre, e permaneceu assim durante sete meses, até ser transformado em um programa semanal após a cobertura da Conferência Rio-92, em setembro do mesmo ano. A partir daí, a atração deixou de ter um perfil de telejornal e passou a ser semanal, com 30 minutos de duração, coberturas focadas em pesquisas, projetos e ações sobre conservação do meio ambiente, temas urbanos, sustentabilidade e qualidade de vida. É considerado até hoje uma referência na área e um dos únicos da TV Brasileira a tratar do tema.
A primeira apresentadora do programa foi Maria Zulmira de Souza, seguida por Flávia Lippi. O tema de abertura foi composto por Hélio Ziskind. O programa ingressou na grade da TV Cultura por conta do apoio e da visão de Roberto Muylaert, diretor presidente da Fundação Padre Anchieta na época, e dos jornalistas Guilherme Cunha Pinto e Marco Nascimento, diretores do Núcleo de Jornalismo e Departamento de Jornalismo, respectivamente.
O Repórter Eco realizou diversas viagens internacionais para produção de conteúdo em países como Antártica, Galápagos, África do Sul. Além disso, fez programas temáticos no Brasil, com foco nas enchentes de São Paulo, na Amazônia e também os desastres de Mariana e Brumadinho, ambas cidades em Minas Gerais.
Nos últimos anos, foi apresentado por Márcia Bongiovanni, que deixou a emissora em 2022.